# Едвард Лі Говард
Едвард Лі Віктор Говард (27 жовтня 1951 — 12 липня 2002) — колишній співпрацівник ЦРУ, котрий працював на радянську розвідку.

## Кар'єра до ЦРУ
Говард служив добровольцем Корпусу Миру в Букараманга, Колумбія. Там він познайомився з Мері Седарліф у 1973 році, і вони одружилися через три роки у церкві Св. Пол, штат Міннесота. У 1976 році Говард здобув ступінь магістра ділового адміністрування в Американському університеті у Вашингтон, округ Колумбія та вступив до USAID. У лютому 1977 року Говард виїхав на два роки жити в Ліму, Перу, де він працював над кредитними проєктами. Немає доказів того, що Говард був чимось іншим, як USAID кредитним офіцером. Після Перу Говард повернувся до Сполучених Штатів, і він поїхав працювати в Чикаго в компанію, яка займається природоохоронними роботами. 19 березня 1983 р. у Говардів народився син на ім'я Лі Говард.

## Робота в ЦРУ
Говард був найнятий ЦРУ у 1980 році, а пізніше до нього приєдналася його дружина Мері, де вони обидва пройшли навчання з розвідки та контррозвідки методів. Незабаром після закінчення навчання та перед тим, як виконувати перше завдання, звичайний поліграф тест показав, що він брехав про минуле вживання наркотиків, і його звільнили з ЦРУ в 1983 році незадовго до того, як він мав звітувати перед Станція ЦРУ в Посольство США в Москва.
Незадоволений сприйнятою несправедливістю відхиленням через звинувачення у вживанні наркотиків, дрібних крадіжках та обманах, він почав зловживати алкоголем. Потім він почав робити таємничі телефонні дзвінки деяким колишнім колегам, як у Вашингтоні, так і в Москві. У лютому 1984 року після п'яної бійки він був заарештований і звинувачений у нападі зі смертоносною зброєю. Пізніше звинувачення було зведено до нападу з особливою силою.
У якийсь момент Говард, очевидно, почав надавати секретну інформацію КДБ, можливо, зв'язавшись із співробітниками КДБ в Австрії в 1984 році під час візиту там. Його інформацію звинувачують у викритті Адольфа Толкачова, якого тоді стратили в КДБ
У 1985 році ЦРУ було серйозно похитнуто кількома витоками безпеки, які призвели до викриття офіцерів та активи. 1 серпня 1985 р., Після двадцяти п'яти років служби в КДБ, Віталій Юрченко зайшов до посольства США в Римі і перебрався до США. На наступних допитах ЦРУ він звинуватив Говарда та іншого офіцера Рональда Пелтона у роботі на КДБ. У листопаді того ж року сам Юрченко повернувся до Радянського Союзу. Існує припущення, що Юрченко діяв як повторно подвоєний агент, намагаючись обдурити ЦРУ неправильними підказками, щоб захистити одного з найважливіших подвійних агентів ЦРУ, Олдріч Еймса.

## Нагляд і втеча до Гельсінкі
ФБР почало спостерігати за Говардом у Санта-Фе, штат Нью-Мексико. Згодом було забезпечено дозвіл на обшук, щоб прослухати телефон Говарда. 20 вересня 1985 року Говард підійшов до члена групи спостереження і вказав, що готовий поговорити, але спершу хоче отримати адвоката; зустріч була призначена на наступний тиждень.
Однак наступної ночі Говард зник. Коли він та його дружина Мері повернулися з обіду подалі від свого будинку, Говард стрибнув з машини, коли Мері сповільнила закрутити кут. Він залишив на своєму місці манекен, виготовлений з набитого одягу, і стару перуку, щоб обдурити переслідуючих агентів, і втік до Альбукерке, де взяв літак до Нью-Йорка. Потрапивши додому, Мері зателефонувала за номером, який, як вона знала, дійде до автовідповідача, і прослухала заздалегідь записане повідомлення від Едварда, щоб обдурити прослуховування та придбати чоловікові більше часу. З Нью-Йорка Говард прилетів до Гельсінкі, а звідти він увійшов до радянського посольства.
Говард зберігав свою невинність до самої смерті. За його словами, він утік лише тому, що бачив, що агентство обрало його для заповнення профілю Юрченка і хотіло козла відпущення. Говард наполягав, що він відмовляється розголошувати щось, що має справжнє значення, в обмін на його радянський захист.
У 1995 році мемуари Говарда під назвою «Безпечний дім» були опубліковані National Press Books, де Говард зазначив, що він готовий до угоди про визнання вини з США..

## Смерть
Говард помер 12 липня 2002 року на своїй російській дачі, як повідомляється, від перелому шиї після падіння в його будинку.